# Stazione di Providence
La stazione di Providence (in inglese Providence Station) è la principale stazione ferroviaria di Providence, Rhode Island, Stati Uniti.